# Brexiella cymosa
Brexiella cymosa là một loài thực vật có hoa trong họ Dây gối. Loài này được H.Perrier mô tả khoa học đầu tiên năm 1933.